# Мадонна із апельсиновим деревом
«Мадо́нна з апельси́новим де́ревом» (італ. Madonna dell'Arancio) — картина італійського живописця Чіми да Конельяно (бл. 1459–1518). Створена між 1496 і 1498 роками. З 1919 року зберігається в колекції Галереї Академії у Венеції.
Первісно дошка розміщалася у церкві Санта-Клара на острові Мурано, праворуч від головного вівтаря.

## Опис
Мова живопису художника відрізняється особливою чутливістю до світла, яке, пошириючись зверху, ніби обтікає ясні, чіткі форми, надаючи м'якого сяйва чарівних кольорів витонченого пейзажу на фоні. Присутність на картині разом зі святим Ієронімом, святого Людовіка Тулузького, який за іконографічною традицією, одягнений у монастирський одяг, свідчить про належність монахинь церкви Санта-Клара, замовниць твору, до ордену францисканців.
Фігуру з віслюком у глибині, ліворуч від апельсинового дерева, ототожнюється зі святим Йосипом: вважалося, що картина зображала біблейський епізод «Втеча на шляху до Єгипту». Місто із вежами на пагорбі, що нагадує рідне місто художника, може символізувати чистоту Діви Марії, як і дві куріпки на передньому плані. Витончена чітка контурна лінія виокремлює фігури на фоні пейзажу, перейнятого кришталевим світлом, ясним і безтурботним, підкреслюючи м'якість жестів персонажів. Символ невинності і чистоти — флер д'оранж — завжди була традиційною прикрасою нареченої. Апельсинове дерево за спиною Діви трактується як атрибут Марії — нареченої Христової.